# Enea nel Lazio (Goldoni)
Enea nel Lazio è una tragicommedia eroica in cinque atti in versi endecasillabi di Carlo Goldoni del 1760, rappresentata per la prima volta il 24 ottobre di quell'anno nel Teatro San Luca di Venezia, riscuotendo scarso consenso. Fu replicata soltanto tre volte.
Prendendo spunto dai Fasti di Ovidio dove si descrive l’arrivo nel Lazio di Anna Perenna, Goldoni si inserì nel solco degli autori che in quel periodo utilizzavano il tema virgiliano di Enea: nel 1760 fu messo in scena il dramma per musica Enea nel Lazio di Cigna; nel 1761 l'abate Chiari si misurò con la materia, addirittura con una trilogia: La distruzione di Troia, La navigazione di Enea e Enea nel Lazio, nei quali egli seguì piuttosto fedelmente l'impianto di Virgilio.
L'opera faceva parte del progetto delle Nove muse, che prevedeva la stesura di nove commedie, diverse per argomento, registro e metro letterario,  e dedicate ognuna a una dea del Parnaso (Calliope in questo caso). Nei programmi dell'autore e dell'impresario Vendramin questo ciclo di commedie avrebbe dovuto risanare il bilancio negativo della stagione 1758-1759 del Teatro San Luca. In realtà non tutte le opere furono completate: Gli amori di Alessandro Magno andò in scena nella primavera del 1759; La scuola di ballo e Artemisia in autunno; L'impresario delle Smirne e Gl'innamorati furono allestite nel successivo Carnevale; questa e Zoroastro andarono in scena l'anno seguente, mentre le ultime due non furono mai scritte o andarono perdute. La fortuna di questi componimenti fu alterna presso i contemporanei, così come rimane ondeggiante oggi.

## Trama
Lazio. Selene, sorella di Didone, è in fuga in barca da Cartagine (diventata signoria di Jarba, dopo la morte della regina Didone) e viene trasportata sulle coste laziali da una burrasca. Qui viene riconosciuta da Enea (che forse si era innamorato anche di Selene, oltre che di Didone) e da Acate, che camminano sulla spiaggia: Enea accoglie Selene e la presenta a Lavinia che subito si ingelosisce e medita insidie contro di lei, fino a volerne la morte. Didone appare in sogno alla sorella e l'avvisa del pericolo. Selene fugge di notte da una finestra verso il fiume Numico, che la accetta fra le sue acque. Da quel momento dirà di chiamarsi Anna Perenna. Dopo aver ucciso Turno, re dei Rutuli, Enea sposa Lavinia, con l'approvazione del di le padre, il re Latino, mentre Ascanio sposa Selene, placando così per sempre la gelosia di Lavinia.

## Poetica
Per Giuseppe Ortolani, nel contrasto che oppone i personaggi nel ricordo di un abbandono conclusosi tragicamente, quest'opera evidenzia la difficoltà di Goldoni a descrivere i caratteri tragici, qui «figure di cartapesta senza alcuno spessore drammatico».
Negativo fu anche il giudizio di Gasparo Gozzi, che assistette alla prima: Le tragicommedie suscitano ribrezzo nei poeti italiani, i quali si sono stabiliti a credere che il pubblico non le accolga volentieri. Il cuore umano è quel medesimo in ogni luogo. Questo picciolo preambolo è fatto a proposito dell'«Enea nel Lazio», in cui Goldoni, se non avesse avuto il timore da me accennato, certamente avrebbe ordita una tragedia piena di nobiltà e di grandezza.
Al di là di ogni considerazione sul valore di Enea nel Lazio, si deve riconoscere che il commediografo veneziano ricorse ai temi della tragedia e del melodramma per dare vita a una tragicommedia che supera le maschere, e quindi alcuni aspetti fondamentali della commedia dell'arte, da un lato, e quello della tragedia sublime di tradizione alta, dall'altro, arrivando così a mettere le basi per la commedia borghese dell'Ottocento: lo schema tragico di quest'opera si riduce alla dimensione essenziale di quella che sarà la commedia, o anche il dramma borghese, con le due coppie di amanti/amati e l’ossessione di Lavinia per un amore ancora vivo, per un possibile futuro tradimento, se non addirittura un abbandono, che la renderebbe novella Didone.